# Unbonded
Unbonded es el quinto álbum de estudio de la banda estadounidense The Chambers Brothers. Fue publicado en diciembre de 1973 a través de Avco Records.

## Grabación y producción
Producido por Jimmy Ienner, Unbonded se grabó en los estudios Venture Sound, en Somerville, New Jersey, por el ingeniero de audio Edward Stasium Jr. La masterización del álbum se llevó a cabo en Master Cutting Room, en la ciudad de Nueva York, por Tom Rabstenek.

## Recepción de la crítica
Un escritor no especificado de la revista Record World le otorgó el certificado de “Hit of the Week”, y calificó “el toque pop hit de Jimmy Ienner” como uno de los cambios que la banda ha experimentado en Unbonded. Un escritor no especificado de la revista Cash Box  describió Unbonded como una “colección diversa”. Un escritor no especificado de Billboard indicó que “las conmovedoras armonías de The Chambers Brothers han sido capturadas hábilmente por los ricos valores de producción de Jimmy Ienner”.

## Lista de canciones
| Lado uno |                                                   |                                           |                     |          |  |
| N.º      | Título                                            | Escritor(es)                              | Vocalista principal | Duración |  |
| 1.       | «Reflections»                                     | Brian Holland Lamont Dozier Eddie Holland | Lester Chambers     | 4:29     |  |
| 2.       | «Let's Go, Let's Go, Let's Go»                    | Hank Ballard                              | Willie Chambers     | 3:20     |  |
| 3.       | «The Weight»                                      | Robbie Robertson                          | George Chambers     | 4:51     |  |
| 4.       | «1-2-3»                                           | John Madara David White Leonard Borisoff  | Lester Chambers     | 3:32     |  |
| 5.       | «If Loving You Is Wrong I Don't Want to Be Right» | Homer Banks Raymond Jackson Carl Hampton  | Willie Chambers     | 5:43     |  |

| Lado dos |                           |                                              |                                       |          |  |
| N.º      | Título                    | Escritor(es)                                 | Vocalista principal                   | Duración |  |
| 1.       | «Good Vibrations»         | Brian Wilson Mike Love                       | Joe, Lester, Willie y George Chambers | 4:39     |  |
| 2.       | «Gypsy Woman»             | Curtis Mayfield                              | George Chambers                       | 2:51     |  |
| 3.       | «I (Who Have Nothing)»    | Mogol Carlo Donida Jerry Leiber Mike Stoller | Joe Chambers                          | 3:29     |  |
| 4.       | «Do You Believe in Magic» | John Sebastian                               | Joe Chambers                          | 2:59     |  |
| 5.       | «Looking Back»            | Clyde Otis Brook Benton Belford Hendricks    | Willie Chambers                       | 2:20     |  |

## Créditos y personal
Créditos adaptados desde las notas de álbum de Unbonded.
Personal técnico
- Jimmy Ienner – productor
- Tony Camillo – arreglos, conductor
- Edward Stasium Jr. – ingeniero de audio
- Tom Rabstenek – masterización
- Greg Calbi – ingeniero asistente

Diseño
- Francis Ing – fotografía de portada
- Raeanne Rubenstein – fotografía de contraportada
- Sid Maurer – director artístico
- Michael Mendel – diseño de portada

## Posicionamiento
| Gráfica (1974)                             | Pico de posición |
| ------------------------------------------ | ---------------- |
| Estados Unidos (Billboard Soul LPs)        | 44               |
| Estados Unidos (Cash Box Top 100 Singles)  | 173              |
| Estados Unidos (Record World Album Chart)  | 139              |
| Estados Unidos (Record World R&B LP Chart) | 25               |